# هومر (لوئیزیانا)
هومر (به انگلیسی: Homer) شهری در ایالت لوئیزیانا کشور ایالات متحده آمریکا است که جمعیت آن در سرشماری سال ۲۰۱۰ میلادی، ۳٬۲۳۷ نفر بوده‌است.